# Le Cinéma du Peuple
Le Cinéma du Peuple est une société coopérative anarchiste, syndicaliste révolutionnaire et anarcha-féministe de production de films. Fondée le 28 octobre 1913 à Paris, elle est mise à l'arrêt avec l'arrivée de la Première Guerre mondiale et de la mobilisation générale en France. Première organisation cinématographique de gauche, elle produit un certain nombre de films dans la courte période où elle subsiste.
La coopérative est aussi connue pour avoir réalisé Les Misères de l'aiguille (1914), le premier film féministe au monde et  La Commune ! Du 18 au 28 mars 1871 (1914), le premier film concernant la Commune de Paris. Elle a un impact important sur la conscience politique française de l'époque.

## Histoire

### Contexte
Après la mort de Bakounine, le mouvement anarchiste de France se structure progressivement dans certaines organisations, en particulier la Fédération communiste anarchiste. Les anarchistes sont d'abord hostiles, comme les catholiques conservateurs et leur Bonne Presse, à l'arrivée du cinématographe. Ils soutiennent par exemple le fait que le prolétariat serait mal représenté dans le cinéma. Ce serait aussi une invention pouvant servir à abrutir le peuple. Pourtant, les deux groupes opposés parviennent vite à la conclusion que la nouvelle invention est un moyen très efficace de partager ses idées, et se lancent alors rapidement dans la production et la diffusion de films.
Les anarchistes sont particulièrement mal-à-l'aise avec le fait que la majorité des productions cinématographiques partageraient les valeurs et l'idéologie du capitalisme. En septembre 1913, peu avant la fondation, Yves Bidamant, son futur principal organisateur, s'attaque au cinéma traditionnel dans Le Libertaire et y dénonce les « Nick Carter, les Fantômas et autres produits débités par tranches chaque soir dans les cinémas des faubourgs ». Dans cet article, il énonce la nécessité d'établir une organisation pouvant produire des films anarchistes et un cinéma anarchiste. En réalité, le groupe se forme déjà depuis le début de l'été et aurait été annoncé en août de la même année. Par ailleurs, de nombreux syndicalistes révolutionnaires, un mouvement proche de l'anarchisme, s'intéressent au projet et le soutiennent, se joignant ainsi aux libertaires, la faction majoritaire du groupe.

### Fondation
Le 28 octobre 1913, Yves Bidamant et Robert Guérard, un chansonnier anarchiste célèbre des années 1890-1900 déposent l'acte de fondation de la société devant notaire. Son capital de départ, très faible, est fixé à 1.000 francs, et divisé en quarante parts égales de 25 francs. Parmi les libertaires qui souscrivent, on trouve « Yves Bidamant, Robert Guérard, Paul Benoist, Gustave Cauvin, Félix Chevalier, Henriette Tilly ou [ Charles-Ange Laisant ] »,. D'autres anarchistes célèbres participent au projet, comme Lucien Descaves, Jean Grave, Pierre Martin ou Sébastien Faure.
Dans cet acte, l'objet de la société est décrit comme suit:

« 1- La production, la reproduction, la vente, la location de films cinématographiques, ainsi que tous les appareils et accessoires ; 

2- La propagande et l'éducation par représentations artistiques et théâtrales, conférences, etc. (...) 

La Société s'efforcera d'élever l'intellectualité du peuple. Elle restera constamment en communion d'idées avec les groupements divers du Prolétariat qui sont basés sur la lutte de classes et qui ont pour but la suppression du salariat par une transformation sociale économique. »

### Productions et fin
L'organisation produit un certain nombre de films, et obtient un certain succès. Parmi les actrices qui jouent pour le tournage de films, on trouve notamment Lina Clamour ou Marion Desclos, comme acteurs, on trouve par exemple Fred Michelet. Armand Guerra se charge de la photographie de leur premier film tandis que Raphaël Clamour joue dedans et le réalise en même temps. D'octobre à mai, elle parvient à produire 4.895 mètres de films. Les films produits sont les suivants, :
- Les Misères de l'aiguille, projection le 18 janvier 1914.
- Les Obsèques du citoyen Francis de Pressensé, projection le 31 janvier 1914.
- Victime des exploiteurs, projection le 28 mars 1914, Palais des Fêtes, rue Saint-Martin, grande salle de 2 500 places. Étude sur le travail.
- L'Hiver ! Plaisirs de riches ! Souffrances des pauvres !, projection  le 31 janvier 1914.
- La Commune ! Du 18 au 28 mars 1871, projection le 28 mars 1914, Palais des Fêtes.
- Le Vieux docker, projection le 28 mars 1914,

En mai 1914, l'organisation porte son capital à 30.000 francs, divisés en 600 parts de 50 francs chacune. L'organisation doit fermer avec le début de la Première Guerre mondiale et de la mobilisation générale en France.

## Postérité
Les films produits par la coopérative passent dans l'oubli et sont ignorés par un certain nombre d'historiens de l'art et du cinéma. Ils sont redécouverts plus tard, à partir de travaux plus récents. Philippe Esnault, notamment, aurait cherché à écrire à son propos, mais son manuscrit achevé aurait été volé. L'organisation est généralement considérée comme le premier groupe militant de gauche à s'emparer de la production de films.
Leur premier film, Les Misères de l'aiguille, est considéré comme étant probablement le premier film féministe au monde. Celui-ci s'intéresse à la condition ouvrière féminine de manière explicite et en fait son sujet central. La coopérative réalise un autre film sur la condition féminine, et le premier film consacré à la Commune de Paris. Elle a un impact important sur la conscience politique française de l'époque.